# Laura Alvini
Laura Augusta Alvini (Milano, 14 luglio 1946 – Milano, 15 gennaio 2005) è stata una clavicembalista e pianista italiana.

## Biografia
Figlia dell'artista Augusto Alvini (1903-1992) e della pittrice Rosa Sordelli Alvini (1909-2004), ha studiato pianoforte e clavicembalo al Conservatorio di Musica Giuseppe Verdi di Milano, perfezionandosi al Conservatorio di Mosca e al Conservatorio di Parigi.
È stata uno dei pionieri nel reintrodurre in Italia la musica barocca e nel favorire un uso consapevole degli strumenti musicali originali nell'interpretazione. Già fin dagli anni settanta la sua collaborazione con i più importanti musicisti europei aiutava ad elevare il livello di attenzione del sistema musicale italiano verso i temi di una pratica interpretativa capace di coniugare sensibilità musicale e precisione filologica.
Le sue interpretazioni del repertorio clavicembalistico e fortepianistico italiano restano tra le pietre miliari della discografia italiana del XX secolo. Ha registrato numerosi dischi dedicati all'opera di Frescobaldi, Alessandro e Domenico Scarlatti, Bach, Händel, Cherubini, Mozart, Schumann, Mendelssohn e Rossini. Nel 1995 e nel 1999, ha vinto il "Premio Internazionale del Disco Antonio Vivaldi per la musica antica" della Fondazione Giorgio Cini di Venezia. Presso la Fondazione è stata direttrice dei Seminari di Musica Antica Egida Sartori.
Sua anche la prima edizione critica degli Essercizi per gravicembalo di Domenico Scarlatti.
È stata docente di Musica d'insieme per strumenti antichi al Conservatorio di Musica Felice Evaristo Dall’Abaco di Verona, e di clavicembalo, clavicordo e basso continuo alla Civica Scuola di Musica di Milano.
Ha fondato il gruppo musicale da camera di musica barocca Galimathias Musicum, con il quale si esibiva e registrava in alternativa alle performance soliste. Il gruppo comprendeva lei al fortepiano, Enrico Gatti al violino e Roberto Gini al violoncello; si erano in seguito aggiunti la violinista francese Odile Edouard e il violista spagnolo Emilio Moreno. È stata inoltre membro di Ensemble concerto, ensemble da camera fondato e diretto da Roberto Gini, e anche con esso si è esibita e ha inciso dischi.
È morta nel 2005 ed è stata sepolta nella tomba di famiglia al Cimitero Monumentale di Milano.
A Venezia, presso la Fondazione Giorgio Cini, le vengono cointestati i Seminari di Musica Antica che aveva diretto, fino a quel momento dedicati solamente alla creatrice Egida Giordani Sartori.
Il 15 maggio 2007 il figlio Federico Ferrari deposita in comodato al Conservatorio di Musica di Parma Arrigo Boito sette strumenti antichi appartenuti alla madre: quattro fortepiani, due clavicembali e un clavicordo. Crea così la Collezione Laura Alvini. Il medesimo conservatorio dedica alla musicista milanese un'aula.